# Влах, Алекс
Алекс Влах (словен. Aleks Vlah; род. 22 июля 1997, Изола) — словенский гандболист, выступает за гандбольный клуб «Ольборг» и сборную Словении по гандболу. Участник летних Олимпийских игр 2024 года.

## Карьера

### Клубная
Алекс Влах начинал свою игровую карьеру в словенском гандбольном клубе «Копер». С 2013 года играл за вторую команду, а с 2015 года — за первую команду в первом словенском дивизионе. Трижды участвовал в розыгрыше Кубка ЕГФ.
В январе 2019 года присоединился к хорватскому клубу «Загреб», с которым выиграл Премьер-лигу и Кубок Хорватии в 2019 и 2021 годах. Несколько сезонов выступал в Лиге чемпионов КВЧ.
С 2021 года Алекс был игроком словенской команды «Целе», с которым выиграл национальный чемпионат Словении в 2022 году.
С сезона 2023/24 годов Влах стал игроком датского «Ольборга». Стал чемпионом Дании в 2024 году.

### Международная карьера в сборной
В состав первой сборной Словении Алекс Влах привлекался с 2017 года.
В январе 2023 года принял участие в чемпионате мира, который состоялся в Польше и Швеции. На том турнире стал лучшим бомбардиром команды, забив 30 голов. Словения на том турнире заняла итоговое 10-е место.
В августе 2024 года был включён в состав Словении на Олимпийский турнир по гандболу. Сборная Словении в матче за третье место уступила Испании 22:23, а игроки сборной завершили турнир на итоговом четвёртом месте.